# Hubert Lagardelle
Hubert Lagardelle (Le Burgaud, departamento de Alta Garona, 8 de julho de 1874 — Paris, 20 de setembro de 1958) foi um pensador sindicalista francês, influenciado por Proudhon e Georges Sorel. Afinal, tornando-se opositor dos socialistas reformistas, converter-se-á em teórico do sindicalismo revolucionário, assim como Sorel. Movendo-se gradativamente para a direita, apoia os movimentos fascistas e afinal torna-se ministro do Trabalho do regime de Vichy, sob Pierre Laval, entre 1942 e 1943.

## Biografia
Depois de concluir seus estudos de Direito com uma tese sobre os sindicatos, Hubert Lagardelle inicia uma carreira de jornalista, criando, em 1895, na cidade de Toulouse, a revista marxista La Jeunesse socialiste. Em 1896, adere ao  Partido Operário Francês (marxista), de Jules Guesde. Algum tempo depois, funda Le Mouvement socialiste (1899-1914), revista teóorica do socialismo e  do sindicalismo revolucionário que continua a ser uma referência na história do socialismo francês.
Lagardelle foi influenciado pelas teorias de Proudhon, de Marx e de Georges Sorel. Militante socialista, frequentava os dirigentes da CGT e contribuiu para a constituição da doutrina sindicalista revolucionária, entre 1904 e 1908.
Nos anos 1910, decepcionado pela evolução da  CGT, ele se retira para sua propriedade rural em  Toulouse e atua na câmara de comércio local. Como outros ex-sindicalistas revolucionários ou ex-membros da ala esquerda do movimento operário (Gustave Hervé e Georges Valois, na France; Mussolini, na Itália), Hubert Lagardelle é atraído pelo fascismo. Em 1926,  adere à seção de Toulouse de Le Faisceau, de Georges Valois, o primeiro partido fascista francês. Benito Mussolini se apropria desse legado, escrevendo na sua "Doutrina do fascismo" (1932) : "No grande rio do fascismo, encontrareis os filões que remontam a Sorel, a Lagardelle do Mouvement Socialiste, a Péguy e à coorte dos sindicalistas italianos que, entre 1904 e 1914, trouxeram uma nota de novidade ao ambiente socialista italiano, já desvirilizado e cloroformizado pela fornicação giolittiana, com as Pagine libere de Olivetti, La Lupa de Orano, Il Divenire sociale de Enrico Leone."
De 1932 a 1937, fascinado pelo fascismo italiano, Hubert Lagardelle trabalha como assistente do embaixador da França em Roma, Henry de Jouvenel, na tentativa de estabelecer uma aliança franco-italiana para barrar o expansionismo alemão. Será um esforço inútil.
Após a derrota de 1940 diante da Alemanha, Lagardelle se torna ministro do Trabalho do regime de Vichy, no governo de Pierre Laval (abril de 1942-novembro de 1943). Em 1943, é obrigado a renunciar ao cargo, tornando-se então chefe da redação do jornal colaboracionista de esquerda La France socialiste.
Em 1946, pouco depois da Segunda Guerra Mundial, Lagardelle é condenado à prisão perpétua mas acaba  liberado em 1949, em razão de sua idade. 

## Obras
- Le Parti socialiste et la Confédération Générale du Travail. Paris: Rivière, 1908.
- La Question agraire et le socialisme (1899)
- L'Évolution des Syndicats ouvriers en France (1900)
- Les Intellectuels devant le Socialisme (1901)
- La Confédération du Travail et le Socialisme (1907)
- Syndicalisme et Socialisme (1908)
- Le Parti socialiste et la Confédération Générale du Travail, Paris, Rivière, 1908.
- Bakounine et Marx, 1909, publié dans l’International.
- Texte et Commentaire des lettres de Georges Sorel à Hubert Lagardelle, 1933, Rome.
- Le Régime fasciste italien, 1935, na Encyclopédie française.
- Vingt ans d'Histoire de l’Italie, 1937.
- Le Socialisme français.
- Rome : mission Mussolini, 1955.